# U-427
Unterseeboot 427 foi um submarino alemão do Tipo VIIC, pertencente a Kriegsmarine que atuou durante a Segunda Guerra Mundial.

## Comandantes
| Comandante                          | Data                                   |
| ----------------------------------- | -------------------------------------- |
| Oblt. Carl-Gabriel Graf von Gudenus | 2 de junho de 1943 - 9 de maio de 1945 |

## Subordinação
Durante o seu tempo de serviço, esteve subordinado às seguintes flotilhas:
| Período                                         | Flotilha                                   |
| ----------------------------------------------- | ------------------------------------------ |
| 2 de junho de 1943 - 1 de junho de 1944         | 8. Unterseebootsflottille (treinamento)    |
| 1 de junho de 1944 - 31 de julho de 1944        | 7. Unterseebootsflottille (serviço ativo)  |
| 1 de agosto de 1944 - 4 de novembro de 1944     | 11. Unterseebootsflottille (serviço ativo) |
| 5 de novembro de 1944 - 28 de fevereiro de 1945 | 13. Unterseebootsflottille (serviço ativo) |
| 1 de março de 1945 - 8 de maio de 1945          | 14. Unterseebootsflottille (serviço ativo) |

## Operações conjuntas de ataque
O U-427 participou das seguinte operações de ataque combinado durante a sua carreira:
- Rudeltaktik Faust (21 de abril de 1945 - 30 de abril de 1945)